# Centre Olímpic de Tennis de Pequín
El Centre Olímpic de Tennis de Pequín (xinès: 北京奥林匹克公园网球场) és una instal·lació esportiva temporal a la capital xinesa on se celebraran les competicions de tennis dels Jocs Olímpics de 2008.
Compte amb 10 pistes de competició i 6 d'entrenament. Té una capacitat total de 17400 espectadors.
Està ubicat en la part nord del Parc Olímpic, districte de Chaoyang, al nord de la capital xinesa.